# Saules (Svizzera)
Saules (toponimo francese; in tedesco Saal) è un comune svizzero di 153 abitanti del Canton Berna, nella regione del Giura Bernese (circondario del Giura Bernese).

## Società

### Evoluzione demografica
L'evoluzione demografica è riportata nella seguente tabella:
Abitanti censiti

## Amministrazione
Dal 1865 comune politico e comune patriziale sono uniti nella forma del commune mixte.